# Salomón de Roda
Salomón de Roda (? - Monasterio de Ripoll, 1097) fue  obispo de Roda. Se sabe que sucedió a Arnulfo I en 1068. Era monje del monasterio de Ripoll y parece que fue consagrado en San Victorián, según él mismo declara: «ubi primum sedi in cathedra et ubi primum chrisma confeci». 
El rey Sancho Ramírez intervino seguramente en su elección y probablemente también el cardenal legado. Con esto se encontró presente el nuevo elegido en el célebre Concilio de Gerona de aquel mismo año.
En el mismo año de 1068 el rey había restaurado la sede de Roda: que sede, por según el juicio de Dios fue invadida por los paganos antiguamente y casi destruida y despojada totalmente de su honor, solamente retenía el nombre de su dignidad pero carecía totalmente del privilegio pontifical («que sedes, occulto Dei judicio olim a paganis invasa et pene destructa suoque penitus honore nudata, nomen solmmodo dignitatis retinebat sed privilegio pontificialis apicis omnibo carebat»). Con todo, es evidente que el rey se equivocó en su elección: Salomón debía ser un hombre cargado de bondad, pero falto de la energía, la ambición y el coraje necesarios para alzar la decaída diócesis. Él mismo, refiriéndose al tiempo de su mandamiento, dijo: siendo yo indigno e inútil presidente (episcopado) era paupérrimo y frágil («que me indigno et inutili presidente (episcopatu) pauperrimus erat et fragilis»), y la “Crónica de Alaón renovada” comenta con condescendencia todo cuanto pudo mejoró el episcopado («qui quantum potuit melioravit episcopatum»).
Se han inventariado las pocas noticias que sobre Salomón proporciona el archivo de Roda; van de 1069 a 1074 y no tienen gente de relleno.
En cambio, es muy interesante la carta que se conoce como dirigida por Salomón, otra vez retirado, desde hacía algunos años, al monasterio de Ripoll, del cual procedía, al rey Pedro I y al obispo Lope y a los canónigos de Roda. La carta fue escrita sobre el año 1095, respondiendo a una consulta de los destinatarios:

«Que sepáis en efecto, él decía, que en verdad todas las cosas que son del monasterio en este episcopado y las celdas de estos y todas las iglesias parroquiales que estaban desde el río que se llama Cincia o Cinca hasta el Noguera y desde Benasque hasta el castillo de Benabarre están sometidas a mí de igual modo y nunca me han sido adversas o contrarias, sino que me han obedecido con la debida servidumbre como a mi antecesor, y una vez al año me han ofrecido la hospitalidad y la comida debida. Por esto estuve en San Victorián, donde primeramente tomé posesión de la cátedra, y donde consagré el primer crisma, también [estuve] en Obarra, Tabernas, Oreman, Jar y Fosado y en todas las iglesias parroquiales como antes dije. Realmente la iglesia de Alacorre siempre me fue súbdita y nunca me enfrentó al patrono [abogado] o defensor, ni siquiera el abad de San Saturnino tuvo algún poder en esta iglesia en los días de mi episcopado, pero sobre el pago de la villa que se pagaba al castillo tuvo una cuarta parte, y allí poseyó predios propios. Confieso, poniendo a Dios por testigo, que he mantenido así todo esto, y que ha estado sometido a mí».

«Sciatis enim --els deia-- inveritate, omnia monasteri quae sunt in ipso episcopatu et cellas eorum, omnesque ecclesias parrochiales quae erant a flumine quod dicitur Cincia vel Cinca usque ad Noceriolam et a Benasco usque ad casturm Benavarr, pari modo michi subjectas fuisse, et in nullo mihi adversas vel cotrarias extitisse, sed devita servitute sicut antecessori meo paruisse. Et semel in anno hospitium et apparatum debitum prebuisse. Hoc habui apud Sanctum Victorianum (ubi) primum sedi in chatedram et ubi primum chrisma consecravi, hoc apud Ovarram, Tabernam, Oreman, Jar et Fossatum, et omnino apud omnes parrochiales ecclesias, ut supra dixi. Ecclesia vero de Alacorre michi semper subdita fuit et nunquam patronum vel defensorem mihi opposuit, neque abbas Sancti Saturnini ullum dominium in ipsa ecclesia indiebus meis habuit, sed de redditu (villae) qui reddebatur castello, quartum partem habuit, et predia propria ibi possedit. Haec omnia sic me tenuisse, michique subjecta fuisse. Deo teste, profiteor».

El valor de esta carta de Salomón reside en que hace saber con certeza cuáles eran los límites del obispado hacia el año 1070 y es curioso constatar que no se habla del monasterio de Alaón, situado precisamente a la derecha del Noguerola (río Noguera Ribagorzana).
Una señora con nombre Adolina le donó un grupo de casas (el que hoy en día se diría una manzana), que ésta poseía en Castejón de Sos, donde construyó su palacio obispal. 
Vista la poca eficiencia del obispo Salomón, el rey Sancho Ramírez lo quiso deponer para sustituirlo por una persona más idónea. El rey tenía el precedente de la destitución de Arnulfo, que, según parece, no encontró ninguna dificultad. Pero ahora las circunstancias habían cambiado. Es probable, como ya se ha dicho, que en la entronización de Salomón no fuese extraña la intervención del legado pontíficio y por tanto ahora cabía obtener la aprobación papal, con más razón cuando cada día era más grande la intervención aceptada de Roma en todos los asuntos eclesiásticos del reino.
El rey envía una atenta carta plena de suavidad al papa Gregorio VII demandándole la deposición del obispo. No se tiene la carta real, pero sí la contestación del papa, de 20 de marzo de 1074: el papa no se atrevió a decidir sobre las quejas que el rey hacía contra el obispo Salomón porque se trataba de un ausente, que no se podía defender, y por la ausencia del legado, que no podía informar; confiaba en que con el envío de un nuevo legado se podría resolver la cuestión. 
De todas formas, no se sabe ni cuándo ni cómo, entre 1074 y 1075, Salomón fue depuesto y se retiró a su antiguo monasterio de Ripoll. Privado de la dignidad, acabó sus días en olor de santidad.